# Экерс, Чарли
Чарли Экерс (англ. Charlie Akers) — американский лыжник и биатлонист, участник двух зимних Олимпийских игр.

## Биография
Чарли Экерс начал увлекаться лыжными гонками ещё в раннем детстве вместе со своими братьями Леоном и Мэллом. Уже в младших классах Экерс становился регулярным победителем школьных и межшкольных соревнований, а в средней школе выигрывал национальные чемпионаты в своей возрастной категории.
После поступления в колледж в 1957 году он попал в команду колледжа по лыжным гонкам. Выступая за неё, он побеждал на многочисленных межуниверситетских соревнованиях.  В 1959 и 1961 годах он выиграл чемпионаты, проводимые Национальной ассоциацией студенческого спорта. 
Победа на соревнованиях 1959 года позволила ему квалифицироваться на отборочный турнир для участия в зимних Олимпийских играх 1960 года, которые проходили в калифорнийском Скво-Вэлли. Упорный труд и высокие результаты обеспечили ему место в Национальной лыжной команде. Однако на играх Экерс выступил неудачно, заняв в гонке на 15 км 50-е место из 54-х спортсменов.
Перед окончанием колледжа Экерс получил письмо от командира армейского учебного центра биатлона с предложением присоединиться к группе. Он принял предложение и прошёл начальную военную подготовку в Форт-Диксе в штате Нью-Джерси. После чего был направлен в Анкоридж на Аляске, где стал заниматься биатлоном.
В следующие три года он часто выступал на соревнованиях в Европе и быстро стал одним из лучших биатлонистов США. В 1962 и 1963 годах Экерс принимал участие в чемпионатах мира по биатлону, где в индивидуальной гонке стал 29-м и 36-м соответственно.
В 1964 году выступил на Олимпийских играх в индивидуальной гонке. Показав 28-е время хода по лыжне, благодаря точной стрельбе (только 2 промаха), он сумел занять итоговую 16-ю позицию и стать лучшим из американцев.
После Олимпийских игр он был уволен в запас и поселился в Палмере на Аляске. Здесь он продолжил заниматься лыжами, являясь членом Национального лыжного патруля. Затем Экерс работал учителем и директором в школе, пока в 1986 году не ушёл оттуда в Alaska Mountain Air, где проработал лётчиком до самой пенсии.

### Участие в Чемпионатах мира
| Год  | Место проведения | Инд |
| 1962 | ЧМ Хямеэнлинна   | 29  |
| 1963 | ЧМ Зефельд       | 36  |

### Участие в Олимпийских играх
| Год  | Место проведения | 15 км | 30 км | 50 км | Эст 4х10 км |
| 1960 | Скво-Вэлли       | 50    | —     | —     | —           |

| Год  | Место проведения | Инд |
| 1964 | Иннсбрук         | 16  |